# 何盛明
何盛明（1941年2月—），男，湖南宁远人，中国财政学家，曾任中南财经大学教授，财政部财政科学研究所原所长，中国财政学会副会长。